# Sharli Hamidu
Ibrahim Abdel Sharli Hamidu (in arabo شارلي حميدو‎?; Alessandria d'Egitto, 1907 – 2003) è stato un calciatore egiziano, di ruolo difensore.

## Carriera
Prese parte con la Nazionale egiziana ai Mondiali del 1934.